# 碳酸铅
碳酸铅是白色固体，化学式PbCO3，在自然界中以白铅矿形式存在。

## 制取
工业上，使用乙酸铅和二氧化碳（过量）反应制备碳酸铅。

## 性质
在自然界中，它以白铅矿的形式存在。

## 碳酸铅及衍生物
以下列举了几种简单的碳酸铅及其衍生物：
- 白铅，一种简单的碳酸铅化合物，2PbCO3·Pb(OH)2
- 钙镁橄榄石，PbCO3·PbO
- 3PbCO3·Pb(OH)2·PbO[4]
- PbCO3·2PbO
- NaPb2(OH)(CO3)2
- 硫碳酸铅矿, 2PbCO3·PbSO4·Pb(OH)2